# Кубра
Кубра — маленький аул в Лакському районі Дагестану.
За розповідями старожилів існувало село Верхня Кубра (Ялув КІубур), що було зруйноване зсувом. Чотири сім'ї, які спаслися переселилися на теперішнє місце розташування села.
У селі залишилось 15 дворів. В 1886 році було 37 дворів. Найбільше дворів було 56. В 1914 році тут проживало 223 особи. В 1920 — відкрито школу. 1929 року в селі було 45—55 дворів та близько 200 мешканців.
Уродженець села Кубра Аркаллаєв Нуруліслам Гаджиєвич (19 січня 1961 року народження) проживає зараз в Україні, є депутатом Верховної Ради України, президент федерації дзюдо України, майстер спорту СРСР по дзюдо. Дещо допомагає селу.